# Ханмагомедова, Зумруд Гаджи-Курбановна
Ханмагомедова Зумруд Гаджи-Курбановна (22.03.1915—2001) — советская табасаранская поэтесса и педагог, первая табасаранка, получившая высшее образование, а также первая табасаранская поэтесса.

## Биография
Родилась в 1915 году в селении Кондик Табасаранского района, Дагестанской области Российской империи.  Она является правнучкой крупнейшего учёного-историка, просветителя дореволюционного Дагестана Гасана Алкадари. Её отец Гаджи-Курбан (1877-1938), российский офицер, арестован в 1937 году и расстрелян в 1938, посмертно реабилитирован. Старший брат — Асадулла Ханмагомедов (1911—1974), писатель, математик, соавтор табасаранского алфавита на основе кириллицы (1938). Её младший брат — Бейдуллах Ханмагомедов (1927—1997), доктор филологических наук, профессор, заслуженный учитель и деятель науки, крупный ученый-языковед, известный специалист по табасаранскому языку.
После расформирования коврового техникума, в 19-летнем возрасте она поступает на учёбу в дербентское училище педагогов, после окончания которого она работает в Хивской школе учителем начальных классов, в которой ей доверили преподавание математики и физики.
Во время ВОВ Зумруд поступает в педагогический институт в городе Махачкале на физико-математической факультет, который успешно оканчивает в 1948 году. После института она возвращается в школу в качестве преподавателя математики, физики и астрономии.
В 1953 году возвратилась на работу в педучилище города Дербента, где проработала до самой пенсии.
Умерла в 2001 году, в 86 лет.

## Творчество
Её перу принадлежит много лирических стихов и произведений о матери, Родине. С 40-х годов и по сей день её печатают в литературных альманахах, газетах «Табасарандин нурар», «Октябрин акв», журнале «Женщина Дагестана».

## Увековечивание памяти
18 марта 2015 г. в конференц-зале Национальной библиотеки РД им. Р. Гамзатова состоялась презентация книги «Йишвур» («Золото»), организованная отделом краеведческой и национальной литературы и отделом национальной библиографии.
К мероприятию была оформлена книжная выставка «Искусно сотканный ковёр», посвящённая 100-летию со дня рождения Зумруд Ханмагомедовой. На мероприятие были приглашены поэты, писатели, учащиеся школ, студенты и интеллигенция Табасарана. Выступили и сказали много тёплых слов об авторе книги «Йишвур» доктор филологических наук Вели Мирзабекович Загиров, председатель совета старейшин Табасаранского района Кадир Курбанович Курбанов, поэт Багир Раджабов, профессор, историк Магомед Раджабович Гасанов. Студенты Дербентского педучилища подготовили и прочли стихи Зумруд Ханмагомедовой. Выступили поэт Шахвелед Шахмарданов, поэтесса Эльмира Ашурбекова, работник Института педагогики Ширинат Беглерова и многие другие.